# Сёренсен, Майя
Майя Сёренсен (дат. Maia Sørensen; род. 11 августа 2004, Ванкувер, Канада) — датская фигуристка, выступавшая в одиночном катании. Двукратная чемпионка Дании (2022, 2023).

## Карьера
Сёренсен начала заниматься фигурным катанием в 2009 году. На протяжении карьеры её наставниками были Анни Петерсен, Эла Магнуссон и Мартина Дик.
Осенью 2018 года дебютировала в юниорской серии Гран-при. На первом подобном турнире, который проходил в Словакии, она набрала 125,74 балла, благодаря чему заняла пятнадцатую позицию среди тридцати четырёх спортсменок, выходивших на лёд, оставшись довольной своим выступлением. На втором этапе Гран-при Сёренсен превзошла прошлый результат на двенадцать баллов, продемонстрировав владение тройным флипом, риттбергером, сальховом и тулупом.
Затем в декабре 2018 года фигуристка стала триумфатором юниорского чемпионата Дании, тем самым получила возможность выступить на чемпионате мира среди юниоров. После победы на национальном первенстве она получила травму, в связи с чем не могла полноценно тренироваться на протяжении шести недель. Это, по мнению Датского союза конькобежцев, повлияло на выступление Майи на юниорском чемпионате мира, где она заняла сорок пятое место.
В новом соревновательном сезоне Сёренсен была заявлена на турниры юниорского Гран-при, но в результате проблем со здоровьем снялась с состязаний. Её место заняла другая датская фигуристка — Катарина Петерсен, которая по итогам выступлений на этапах серии набрала необходимые баллы за технику, позволявшие участвовать в юниорском чемпионате мира. Сборная Дании к тому чемпионату подходила с одной квотой в турнире девушек, поэтому Датский союз конькобежцев объявил критерии отбора — поедет фигуристка, находящаяся в лучшей форме и показавшая более высокие результаты на соревнованиях до чемпионата.
Первым таким турниром стал национальный юниорский чемпионат, где по итогам первого дня лидировала Петерсен. В произвольной программе Майя Сёренсен превзошла конкурентку, и одержала итоговую победу. Второй раз фигуристки встретились на турнире Nordics Open, в рамках которого Сёренсен занимала второе промежуточное место, а Петерсен — десятое. В произвольной программе Майя допустила множество ошибок, опустившись на семнадцатую строчку протокола. В то время как Петерсен поднялась в таблице на одну позицию.
Функционеры Датского союза конькобежцев выбрали Сёренсен для поездки на юниорский чемпионат мира, обосновав это тем, что в среднем по ходу сезона у неё   оценки были выше, чем у Петерсен. На своём втором чемпионате мира среди юниоров Майя несколько улучшила прошлогодний результат, финишировав тридцать девятой. Когда как целью спортсменки было попадание в двадцать четыре сильнейших, что гарантировало бы проход в произвольную программу.
Летом 2020 года Сёренсен поменяла тренировочную локацию, переехав из Дании в немецкий Оберстдорф, где её тренером стал Михаэль Хут. Этот сезон был дебютом фигуристки во взрослом катании. Она боролась за квалификацию на чемпионат мира — в произвольной программе она набрала необходимое количество баллов за технику, а в короткой ей не хватило 1,16 баллов. В декабре 2021 Майя выиграла чемпионат Дании и попала в заявку сборной для участия в чемпионате Европы 2022.
В 2023 году из-за травм завершила соревновательную карьеру.

## Результаты
CS: Challenger Series
| Соревнования                | 18/19         | 19/20         | 20/21         | 21/22         | 22/23         |
| Международные               | Международные | Международные | Международные | Международные | Международные |
| --------------------------- | ------------- | ------------- | ------------- | ------------- | ------------- |
| Чемпионат Европы            |               |               |               | 36            |               |
| CS Finlandia Trophy         |               |               |               |               | 21            |
| CS Budapest Trophy          |               |               |               |               | 18            |
| CS Warsaw Cup               |               |               |               | 27            |               |
| CS Nebelhorn Trophy         |               |               | 14            | 27            |               |
| Challenge Cup               |               |               | 10            |               |               |
| NRW Autumn Trophy           |               |               | 9             |               | 8             |
| Международные среди юниоров |               |               |               |               |               |
| Чемпионат мира              | 45            | 39            |               |               |               |
| Гран-при Словакии           | 15            |               |               |               |               |
| Гран-при Чехии              | 13            |               |               |               |               |
| Nordics Open                |               | 17            |               |               |               |
| Tallinn Trophy              |               | 3             |               |               |               |
| Tallink Hotels Cup          |               | 3             |               |               |               |
| Национальные                |               |               |               |               |               |
| Чемпионат Дании             | 1 юн.         | 1 юн.         |               | 1             | 1             |